# Eva Jin
Eva Jin (født 5. december 1998) er en dansk standupkomiker og skuespiller.  
Eva Jins mor er adopteret fra Korea,[kilde mangler] og Eva Jin er opvokset i Veksø på Sjælland.
Hun debuterede som standupkomiker i Huset i Magstræde i 2017 og blev for alvor kendt for et bredere publikum, da hun varmede op til Zulu Comedy Galla i august 2020.
Udover standupcomedy har Jin blandt andet medvirket i satireshowet Livets vand på Radio24syv og i podcasten Undskyld vi roder, hvor hun spiller karakteren Amalie, vært for programmet Radio Proud. På tv har hun medvirket i DR2s komedieserie Guru og i 2021 optrådte hun i hovedrollen i tv-serien Klemt på Tv2 Zulu. I 2022 medvirkede hun i Fuhlendorff og de skøre riddere på TV 2 Zulu.
Hun er desuden en af deltagerne i Stormester sæson 6. Hun deltager desuden i en sæson, hvor tidligere deltagere kan få en ny chance.
Derudover har hun siden 2019 været en del af satiregruppen Klamedia.[kilde mangler]
Eva Jin er dan gradueret i karate (første sorte bælte).

## Filmografi

### Tv-serier
| År        | Title                           | Rolle    | Note       |
| --------- | ------------------------------- | -------- | ---------- |
| 2022      | Fuhlendorff og de skøre riddere | Sig selv |            |
| 2022      | Chosen                          | Zanie    | 3 episoder |
| 2022      | Stormester                      | Sig selv | Sæson 6    |
| 2023      | Dansegarderoben                 | Marianne | 4 episoder |
| 2023-2024 | LOL: Den der ler sidst          | Sig selv | Sæson 1    |
| 2024      | Stormester; En Chance Til       | Sig selv | Speciel    |
| 2025      | Forræder                        | Sig selv | Sæson 3    |
| 2025      | Kongens efterfølger             |          |            |